# Biserica de lemn din Bozna
Biserica de lemn din Bozna se află în localitatea omonimă din județul Sălaj și a fost ridicată cel mai probabil în decursul secolului 18. Are hramul „Sfinții Apostoli Petru și Pavel”. Biserica se află pe noua listă a monumentelor istorice sub codul LMI: SJ-II-m-A-05024.

## Istoric și trăsături

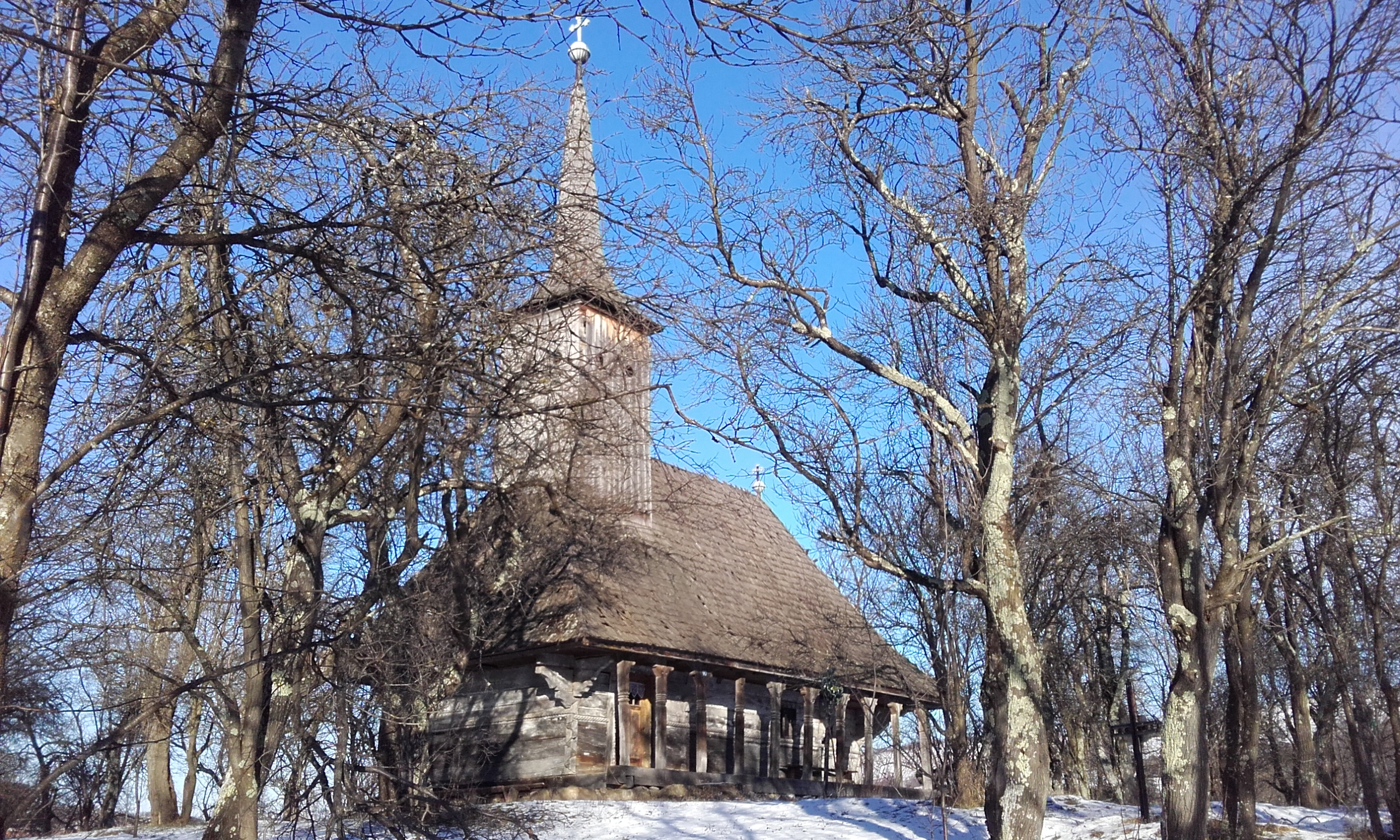
Imagine de ansamblu

Satul Bozna este așezat la poalele Munților Meseș, pe șoseaua Zalău-Ciucea, la 17 km de Zalău și aparține comunei-martir Treznea. Pentru prima dată, satul Bozna este pomenit în 1619, în lucrarea lui Petri Mor „Szilagy Varmegye Monographia”, sub denumirea de Szent Peterfalva. Pentru prima dată denumirea de Bozna apare în 1733.
Inscripția de datare a dispărut odată cu distrugerea părții superioare a ancadramentului intrării. Tradiția orală, dar și elementele constructive și decorul naosului, fac posibilă încadrarea cronologică a acestui lăcaș de cult între sfârșitul secolului al XVII-lea și începutul secolului al XVIII-lea, biserica fiind atestată de conscripția efectuată de episcopul Inocențiu Micu-Klein în 1733. Așezată pe deal, biserica este o dovadă a iscusinței meșterilor lemnari de pe valea Agrijului. Este construită din bârne cioplite, așezate în cununi orizontale, în sistemul constructiv „blockbau”, îmbinate la colțuri în cheotori simple. Exteriorul bisericii este încins de un brâu în „frânghie”, același motiv fiind ales și pentru decorarea ancadramentului ușii de intrare de pe latura de sud. Pereții stau pe tălpi masive de lemn, așezate la rândul lor pe un strat de piatră. Arcul transversal al bolții naosului, pornit din console profilate, este decorat cu o salbă de rozete, însoțită de chenare din linii frânte. Grinda-meșter are, la mijlocul fiecărei travei a naosului, câte o cheie de boltă de formă dreptunghiulară, cu un bulb central sculptat.
Biserica nu are abside laterale. Absida altarului este vizibil marcată de retragerea pereților față de linia naosului. Planul absidei este pătrat. Pronaosul are un tavan orizontal din scânduri, naosul și altarul sunt acoperite de o boltă semicilindrică. Biserica are o frumoasă prispă pe latura de sud, cu umerași ciopliți. Stâlpii prispei, de secțiune pătrată, sunt decorați la mijloc cu un motiv din trei „toruri” suprapuse. Elementul principal al elevației este turnul scund, cu foișor, supraînălțat de o fleșă zveltă, plasat la vestul construcției, sprijinit pe grinzile masive ale pronaosului.